# Алексей Соболевски
Алексѐй Ива̀нович Соболѐвски (на руски: Алексей Иванович Соболевский) е руски езиковед, филолог и общественик.
Роден е на 7 януари (26 декември стар стил) 1856 година в Москва в семейството на държавен чиновник. През 1878 година завършва Московския университет, след което преподава в Московските висши женски курсове, Киевския (1882 – 1888), Санктпетербургския (1888 – 1908) и Московския университет. Работи главно в областта на историческото езикознание и диалектологията на руския език, пръв описва второто южнославянско влияние върху руския книжовен език. Известен е със своите монархически и националистически възгледи, участва в крайнодесния Съюз на руския народ и е яростен противник на украинското национално движение.
Алексей Соболевски умира на 24 май 1929 година в Москва.